# 长苞还阳参
长苞还阳参（学名：Crepis pseudonaniformis）是菊科还阳参属的植物，是中国的特有植物。分布在中国大陆的新疆等地，目前尚未由人工引种栽培。